# Schismatoglottis okadae
Schismatoglottis okadae là một loài thực vật có hoa trong họ Ráy (Araceae). Loài này được M.Hotta miêu tả khoa học đầu tiên năm 1987.